# Chantelle Swaby
Chantelle Swaby (Hartford, 1998. augusztus 6. –) amerikai születésű jamaicai női labdarúgó. Az FC Fleury 91 középpályása.

## Pályafutása
Miután a Rutgers Egyetemen befejezte tanulmányait, profi karrierjét az NWSL-ben érdekelt Sky Blue együttesében kezdte. A koronavírus-járvány miatt elhalasztott bajnokság helyett megrendezett Challenge Cup-on azonban nem kapott lehetőséget.
2021 januárjában a skót Rangers szerződtette és 7 meccsen szerzett 4 góljával járult hozzá csapata első, veretlenül megszerzett bajnoki címéhez.
2022. július 16-án aláírt a francia FC Fleury 91 csapatához.

### A válogatottban
Jamaica színeiben részt vett a 2019-es világbajnokságon.

## Sikerei

### Klubcsapatokban
Skót bajnok (1):
- Rangers (1): 2021–22

### A válogatottban
- Aranykupa bronzérmes (2): 2018,[4] 2022[5]

## Magánélete
Nővére Allyson szintén tagja a Jamaicai válogatottnak.